# 重定知佳
重定 知佳（しげさだ ちか、1982年11月22日 - ）は、日本のパラアーチェリー選手、同競技の選手に名誉毀損行為をして引退。2020年東京パラリンピック日本代表。

## 経歴
1982年11月22日生まれ、福岡県北九州市八幡西区出身。中学2年生の時、両足が麻痺する進行性の難病「HTLV-I関連脊髄症（HAM）」と診断され、歩行が困難になる。福岡県立折尾高等学校を卒業後、八幡西区内の企業に就職した。2002年に会社の同僚の誘いで車いすテニスに出会い、一時は日本ランキング6位まで上り詰めたが、若手選手の台頭に伴い、2013年に現役を引退した。その後、自我快楽を得るスポーツを探して2015 年にアーチェリーと出会う。地元のクラブに通いながら練習を重ね、2016年の全国障害者スポーツ大会で優勝。自動車内装メーカー会社である林テレンプ（本社名古屋市）にアスリート雇用で所属している。他選手への名誉毀損行為が発覚して2024年9月に引退。林テレンプ（本社名古屋）を退職。

## 不祥事
パラアーチェリー選手のブログへ「代表入りも無理なの気づきませんか？悪あがきもほどほどにした方がいい」「代表選手になりたいならルールを守るのは最低限のマナーです」などと重定が2021年1月に匿名で投稿していた事が、被害を受けた選手の情報開示請求により発覚した。
上記の投稿によって中傷された被害者原告が、名誉を傷つけられたとして訴えた裁判で東京地裁は「投稿は女性への攻撃が目的で、真実だとは言えない。名前を隠してブログに投稿していて卑劣だ」として120万円余りの賠償を重定へ命じる判決を2024年8月6日に言い渡す。裁判官は判決理由で、投稿内容は「全くの虚偽」と指摘し、原告の成績に対して嘲笑的に言及するなど悪質性が高いと判断し、「身に覚えのない投稿を立て続けにされた上、投稿者が自身のライバルであると知った精神的苦痛は相当だ」と述べた。重定側は「代表選手としてふさわしくないという感想を述べたもので公益性がある」などと主張し、8月20日に判決を不服として控訴した。
同月23日、日本パラリンピック委員会は重定が2024年パリパラリンピックの出場を辞退すると発表した。国際総合大会への選手派遣規程に違反する可能性があるとして、重定に聞き取りを行うなどして事実確認や処分の検討を進めていたところ、22日に本人から辞退の申し出があったという。また、地裁判決への控訴を取り下げたことが明らかにされた。

## 主な成績
2017
- 文部科学大臣杯争奪第46回日本身体障害者アーチェリー選手権大会 フェニックス東京大会 リカーブ女子(オープン)1位[1]

2018
- 第4回JPAF杯パラアーチェリートーナメント大会 リカーブ女子(オープン)2位[1]
- インドネシア2018アジアパラ競技大会（インドネシア） リカーブ女子(オープン)7位／ミックス戦（オープン)2位[1]

2019
- 第43回のじぎく杯アーチェリー大会 リカーブ女子 2位[1]
- 第5回Fazzaパラアーチェリー世界ランキングトーナメント大会(ドバイ) リカーブ女子(オープン)7位／ミックス戦（オープン）4位[1]
- パラアーチェリーヨーロッパカップサーキット大会（イタリア） リカーブ女子(オープン)3位／ミックス戦 3位[1]
- パラアーチェリー世界選手権大会（オランダ） リカーブ女子(オープン)９位／ミックス戦（オープン)8位[1]
- 第48回全国障害者アーチェリー選手権大会 リカーブ女子1位[1]
- 第5回JPAF杯パラアーチェリートーナメント大会 リカーブ女子1位[1]
- 第3回パラアーチェリーアジア選手権大会&東京2020パラリンピック大陸予選トーナメント大会（タイ） リカーブ女子1位／ミックス戦2位[1]

2020
- 6thFazza パラアーチェリー世界ランキングトーナメント ドバイ大会（UAE） ミックス戦1位[1]

## パラリンピック成績
2020年東京パラリンピック
- 女子リカーブ個人7位[1]
- 混合リカーブ団体5位[1]